# Бонгабті (вулкан)
Бонгабті - згаслий вулкан на півострові Камчатка, Росія . Палеовулкан розташований у центральній частині Серединного хребта на південний захід від села Ессо, лежить у верхів'ях річки Бистрої (Бистра Козиревська) у міжріччі її лівих протоків Дімшикан та Оемтевлан. Вулкана є сильно зруйнованим пологим конусом. Діаметр основи дорівнює близько 10 км, площа близько 85 км2. Обсяг виверженого матеріалу складає 30 км3. Абсолютна висота - 1821 м, відносна висота становлять близько 500 м. Схили вулкана порізані троговими долинами. Діяльність вулкана належить до давньочетвертичного періоду.